# George Dawson Preston
Pour les articles homonymes, voir Preston.
George Dawson Preston (8 août 1896, 22 juin 1972) est un physicien britannique connu pour ses travaux sur le durcissement structural des alliages d'aluminium de type Duralumin découverts par Alfred Wilm. Il a mis en évidence, simultanément et indépendamment avec le physicien français André Guinier, les composés intermétalliques nanoscopiques durcissant ces alliages d'aluminium avec quelques pourcents de cuivre, désormais appelés zones de Guinier-Preston (en).

## Études
George Preston dont le père était également physicien et membre de la Royal society of London fit ses études dans l'école privée de Oundle entre 1909 et 1914.

## Carrière scientifique
George Dawson Preston fut grièvement blessé à la jambe au tout début de la Première Guerre mondiale. Il poursuivit alors ses études à Cambridge et devint en 1921 chercheur au National Physical Laboratory, à Teddington. Au sein du département de métallurgie et de chimie métallurgique du NPL, il devint un spécialiste de la diffraction des rayons X dans les métaux.
En 1943, il fut nommé professeur de physique à l'université de Dundee en Écosse.  Les responsabilités administratives associées à cette nomination l'éloignèrent de ses recherches. En 1944, il fut nommé membre de la Royal society d'Édimbourg.

## Découverte des zones de Guinier-Preston
C'est en 1938, en analysant ce qui s'appelle des « traînées orientées de diffraction diffuse » sur des clichés de diffraction, qu'il établit l'existence de ces zones. Au même moment André Guinier mettait en évidence ces mêmes zones par diffusion diffuse aux petits angles.
Preston tenta d'améliorer les microscopes électroniques à transmission pour visualiser directement le phénomène, mais sans y parvenir. Ce n'est que pendant les années cinquante que le français Raimond Castaing réussit à "visualiser" des zones de Guinier-Preston.
Preston (re-)découvrit également la diffusion diffuse d'origine thermique. Cependant, l'interprétation qu'il fit de ce phénomène se révéla fausse. C'est le français Jean Laval, grâce à ses travaux sur la sylvine, qui proposa avec Charles Mauguin la bonne interprétation du phénomène en 1939.

## Publications
- G.D. Preston, The diffraction of X-Rays by age hardening aluminium copper alloys (la diffraction des rayons X par des alliages d'aluminium cuivre durcissant par vieillissement), proceedings of the Royal society, 167A (1938) 526-538, received 10 May 1938.
- G.D. Preston, The diffraction of X-rays by age hardening alloy of aluminium and copper. The structure of an intermediate phase (la diffraction par rayons X d'un alliage aluminium cuivre après durcissement par vieillissement. La structure d'une phase intermédiaire), Philosophical magazine, 26 (1938) 855-871, received September 5, 1938.
- G.D. Preston, Structure of age-hardening aluminium-copper alloys (la structure des alliages aluminium-cuivre durcis par vieillissement), Nature 142 (1938) 570, September 24 (suite de l'article de A. Guinier portant le même titre dans le même numéro de Nature).

## Source
- Olivier Hardouin Duparc (LSI, École Polytechnique, Palaiseau, France) – Le Preston des zones de Guinier-Preston in Cahiers d'histoire de l'aluminium n°29, hiver 2001-2002, page 57 à 62 ; The Preston of the Guinier-Preston zones in Metallurgical and Materials Transactions A 41 (2010) pages 1873-1882.